# Mrs. GREEN APPLE 2023-2024 FC TOUR "The White Lounge"
「Mrs. GREEN APPLE 2023-2024 FC TOUR "The White Lounge"」（ミセス・グリーン・アップル ニセンニジュウサン-ニセンニジュウヨン エフシーツアー ザ・ホワイト・ラウンジ）は、日本のロックバンド・Mrs. GREEN APPLEが2023年12月から2024年3月にかけて開催したファンクラブツアー。

## 概要
2023年8月13日、ベルーナドームにて開催されたドームライブ「Mrs. GREEN APPLE DOME LIVE 2023 "Atlantis"」にて、本ツアーの開催を発表。
本ツアーは、2019年に開催されたライブツアー「Mrs. GREEN APPLE 2019 HALL TOUR "The ROOM TOUR"」と同じコンセプトを持つツアーであり、2017年12月に開催された「RINGO JAM TOUR ～東と名と阪～」以来、6年ぶりのファンクラブツアーであった（13会場22公演）。
本ツアーは、本格的なミュージカル的表現方法が採り入れられており、全演奏曲が本ツアーのために新たに再アレンジされている。また、全16曲を楽曲ごとではなく、9セクションの構成とし、9つの物語が展開された。
また、本ツアーは、2023年7月から8月にかけて開催されたアリーナツアー「Mrs. GREEN APPLE ARENA TOUR 2023 "NOAH no HAKOBUNE"」同様、セットリストおよびライブの具体的な内容をSNSなどで投稿しないよう、あらかじめ「ネタバレ禁止のお願い」がなされてきた（2024年3月3日の東京ガーデンシアターでのファイナル公演をもって解禁）。
さらに、白いアイテムを着用するドレスコードの推奨、着席観覧、ペンライトなどの光り物の使用禁止の注意事項があり、公演中には、15分の休憩が設けられ、全楽曲が本ツアーのためのオリジナルアレンジで披露されるなど、バンドの公演としては異例ずくめのライブとなった。

## 日程
| 公演日 | 公演日   | 公演日 | 都市           | 会場                                     |
| 年     | 月日     | 曜日   | 都市           | 会場                                     |
| ------ | -------- | ------ | -------------- | ---------------------------------------- |
| 2023年 | 12月20日 | 水曜   | 東京都八王子市 | J:COMホール八王子                        |
| 2023年 | 12月21日 | 木曜   | 東京都八王子市 | J:COMホール八王子                        |
| 2023年 | 12月26日 | 火曜   | 大阪府堺市     | フェニーチェ堺 大ホール                  |
| 2023年 | 12月27日 | 水曜   | 大阪府堺市     | フェニーチェ堺 大ホール                  |
| 2024年 | 1月7日   | 日曜   | 宮城県仙台市   | 仙台サンプラザホール                     |
| 2024年 | 1月8日   | 月曜   | 宮城県仙台市   | 仙台サンプラザホール                     |
| 2024年 | 1月12日  | 金曜   | 福岡県福岡市   | 福岡サンパレスホテル&ホール              |
| 2024年 | 1月13日  | 土曜   | 福岡県福岡市   | 福岡サンパレスホテル&ホール              |
| 2024年 | 1月25日  | 木曜   | 愛知県名古屋市 | 名古屋国際会議場センチュリーホール       |
| 2024年 | 1月26日  | 金曜   | 愛知県名古屋市 | 名古屋国際会議場センチュリーホール       |
| 2024年 | 2月3日   | 土曜   | 北海道札幌市   | 札幌文化芸術劇場hitaru                   |
| 2024年 | 2月4日   | 日曜   | 北海道札幌市   | 札幌文化芸術劇場hitaru                   |
| 2024年 | 2月6日   | 火曜   | 東京都千代田区 | 東京国際フォーラム ホールA               |
| 2024年 | 2月7日   | 水曜   | 東京都千代田区 | 東京国際フォーラム ホールA               |
| 2024年 | 2月11日  | 日曜   | 長野県松本市   | キッセイ文化ホール（長野県松本文化会館） |
| 2024年 | 2月12日  | 月曜   | 新潟県新潟市   | 新潟県民会館                             |
| 2024年 | 2月16日  | 金曜   | 広島県広島市   | 広島文化学園HBGホール                    |
| 2024年 | 2月18日  | 日曜   | 高知県高知市   | 高知県立県民文化ホール オレンジホール    |
| 2024年 | 2月26日  | 月曜   | 大阪府大阪市   | フェスティバルホール                     |
| 2024年 | 2月27日  | 火曜   | 大阪府大阪市   | フェスティバルホール                     |
| 2024年 | 3月2日   | 土曜   | 東京都江東区   | 東京ガーデンシアター                     |
| 2024年 | 3月3日   | 日曜   | 東京都江東区   | 東京ガーデンシアター                     |

## セットリスト
#が付いているものは、楽曲タイトルではなく、セクションのタイトル。
#1 マスカレイド
1. The White Lounge（書き下ろし楽曲）

#2 水と影
1. Folktale

#3 手紙（過去との会話）
1. 君を知らない
2. ダンスホール

#4 反射
1. ツキマシテハ

#5 愛という名の種
1. Coffee
2. ニュー・マイ・ノーマル
3. PARTY

#6 青さのカケラ ～ Interlude 
1. 春愁
2. Just a Friend
3. Attitude

#7 虚構と虚無
1. Feeling
2. ケセラセラ
3. Soranji

#8 僕の一部
1. The White Lounge -reprise-（書き下ろし楽曲）

#9 終わりの始まり
1. フロリジナル

## メンバー
Mrs. GREEN APPLE
- 大森元貴 - ボーカル・ギター
- 若井滉斗 - ギター
- 藤澤涼架 - キーボード・フルート・アコーディオン

サポートメンバー
- 森夏彦 - ベース
- 神田リョウ - ドラム
- 須原杏 - バイオリン
- 林田順平 - チェロ
- 真砂陽地 - トランペット
- 小西遼 - サックス・フルート・クラリネット
- 兼松衆 - キーボード

スタッフ
- 福田響志 - 脚本
- ウォーリー木下 - ミュージカル演出
- 田村友佳 - 演出助手

キャスト
- アンジェロ
- 池島優
- 小野礼美
- 川本アレクサンダー
- KTea
- SHIHO
- 人徳真央
- 森川次朗
- YU-RI
- リヤナゲ錦季

## 映画
『Mrs. GREEN APPLE // The White Lounge in CINEMA』（ミセス・グリーン・アップル // ザ・ホワイト・ラウンジ・イン・シネマ）は、2024年9月13日に全国公開された、日本のロックバンド・Mrs. GREEN APPLEのライブフィルム、および2024年12月27日にユニバーサルミュージック内のレーベル・EMI Recordsより発売された7作目の映像作品。
2024年3月3日、東京ガーデンシアターにて開催されたファイナル公演にて、本ツアーの映画化が発表された。本作は、ツアーのライブ映像に本格的な音楽劇として新たな撮影シーンが加わり、再編集されている。
同年7月21日、横浜スタジアムにて開催されたスタジアムツアー「ゼンジン未到とヴェルトラウム 〜銘銘編〜」にて、本作が9月13日より、全国106の映画館で公開されることが発表された。また同日、映画の超特報映像が公開された。8月13日には、ポスタービジュアルと予告編が公開された。
9月3日、特別スポット映像が公開された。また同日、上映劇場で配布となる入場者プレゼント特典とオリジナルグッズの詳細が発表された。フィルムをイメージしたスペシャルクリアカードが、入場者特典として配布される。
オリジナルグッズには、ライブ写真やメンバーのロングインタビューを掲載したパンフレット、ポップコーン付きオリジナルショッパーとチケットホルダーセット、クリアファイル、B2ポスター、ポストカードセット、マスキングテープが用意された。
公開初日の9月13日、丸の内ピカデリーにてメンバーによる初日舞台挨拶が開催された。上映館でのライブビューイングも実施され、本作のプランナーとプロデューサーを務めた大森は「自分たちのエゴというか、こういう表現をしてみたいという思いがこれだけの規模で表現できて本当にありがたいです。挑戦した内容になっていますが、色んな方にみていただけたらと思います」とコメントした。

### ストーリー
ドア、ソファ、テーブル、階段、バーカウンター。あらゆるものが白で彩られた「ホワイト・ラウンジ」。白い服とマスカレードマスクをした人々がゆっくりと行き交う中、白いハットを被った男（大森元貴）が、このラウンジへと迷い込む。男はそこでの人々を眺め、不安と希望が入り混じりながら告げる。「ドアを開けたら何かが変わるのか」今を生きるあなたの感情に問いかける9つの物語が幕を上げる。

### 反響
9月13日に公開された本作は、公開初日に7万5,000人を動員し、興行収入は2.65億円を記録。公開4日で、観客動員数は17万人、興行収入は6億円を突破した。また、興行通信社が発表した全国週末興行収入ランキングにて、興行収入第1位を記録。このヒットを受け、9月22日には、丸の内ピカデリーにて大ヒット御礼舞台挨拶を開催。
10月6日には、興行収入が15億円を突破。累計観客動員数は43万人超えを記録し、2024年度公開の音楽ライブを題材とした映画の興行収入No.1となった。
11月24日、興行収入が18.9億円、累計観客動員数53万人を突破したことが発表された。さらに、日本国内での大ヒットを受け、韓国でも12月11日より公開されることが発表された。12月13日・14日には、韓国・CGV龍山アイパークモールにて舞台挨拶が開催された。舞台挨拶のチケットは、販売開始わずか1分で完売した。

### リリース
2024年10月18日、映画を収録した映像作品『The White Lounge in CINEMA』が、12月27日にリリースされることが発表された。また同日、本作のティーザー映像が公式YouTubeチャンネルに公開された。
本作は、映画本編のほか、リハーサルからツアーファイナルまで密着したドキュメンタリー「Documentary -- Episode 6 "The White Lounge"」、初日公開記念舞台挨拶と大ヒット御礼舞台挨拶の模様、特報映像、予告映像が特典映像として収録される。
また、初回限定BOXには、LPサイズスクエアフォトブック、TV型フォトフレーム&フォトカードセット、さらに楽曲からインスパイアされた、ミニショルダーバッグ inspired by "The White Lounge"、ハットキーホルダー inspired by "The White Lounge"、カップ&ソーサー inspired by "Coffee"、ピンズ&宝石箱 inspired by "ニュー・マイ・ノーマル" が、グッズとして付属する。
12月28日、音声の一部に制作上の意図とは異なる箇所が確認されたとして、良品のディスクと交換することが発表された。
| 形態        | 規格          | 規格品番     | 備考 |
| ----------- | ------------- | ------------ | --- |
| 通常盤      | Blu-ray       | UPXH-20142   | - |
| 通常盤      | 2DVD          | UPBH-20328/9 | - |
| 初回限定BOX | Blu-ray+GOODS | UPXH-29069   | GOODS - ミニショルダーバッグ inspired by "The White Lounge" - ハットキーホルダー inspired by "The White Lounge" - カップ&ソーサー inspired by "Coffee" - ピンズ&宝石箱 inspired by "ニュー・マイ・ノーマル" |
| 初回限定BOX | 2DVD+GOODS    | UPBH-29101   | GOODS - ミニショルダーバッグ inspired by "The White Lounge" - ハットキーホルダー inspired by "The White Lounge" - カップ&ソーサー inspired by "Coffee" - ピンズ&宝石箱 inspired by "ニュー・マイ・ノーマル" |

また、本作は、チェーン別の購入特典も用意された。
| 対象店舗                 | 特典内容               |
| ------------------------ | ---------------------- |
| タワーレコード           | オリジナルトランプ     |
| HMV                      | コットンミニサコッシュ |
| TSUTAYA                  | ポストカード           |
| Amazon                   | トートバッグ           |
| 楽天ブックス             | スマホショルダー       |
| セブンネットショッピング | 布ポーチ               |
| UNIVERSAL MUSIC STORE    | アクリルキーホルダー   |
| 一般店特典               | オリジナルステッカー   |

## サウンドトラック
『The White Lounge in CINEMA - Original Soundtrack -』（ザ・ホワイト・ラウンジ・イン・シネマ - オリジナル・サウンドトラック -）は、日本のロックバンド・Mrs. GREEN APPLEのライブフィルム『Mrs. GREEN APPLE // The White Lounge in CINEMA』のサウンドトラック。2024年9月23日にユニバーサルミュージック内のレーベル・EMI Recordsから発売された。
2024年9月22日、丸の内ピカデリーにて開催された大ヒット御礼舞台挨拶にて、サウンドトラックのリリースがサプライズ発表された。また同日、同月27日より全国の劇場で拡大上映されることが発表された。
大森は「曲の "追体験" をするということが『The White Lounge』のテーマ」と語り「たとえば『ダンスホール』は、晴れやかでポップなんですけど、切ない部分も持っていて、そこを膨らませてリアレンジしていきました」と、サウンドトラックの聴きどころをコメントした。
若井は「もちろんアレンジが違うのはありますが、タッチを変えるなどして、曲によってはジャジーな感じにしていきました」と、楽曲それぞれの奥行きを出したと語った。物語と曲をマッチさせる工夫がなされたサウンドトラックであることをアピールした。
12月27日、映像作品『The White Lounge in CINEMA』のリリースに合わせ、本アルバムのドルビーアトモス音源が、Apple Musicにて配信された。

### 収録内容
| #         | タイトル                                              | 作詞  | 作曲・編曲 | 時間 |
| --------- | ----------------------------------------------------- | ----- | ---------- | ---- |
| 1.        | 「The White Lounge」                                  |       |            | 3:04 |
| 2.        | 「Folktale (The White Lounge Version)」               |       |            | 5:07 |
| 3.        | 「君を知らない (The White Lounge Version)」           |       |            | 4:40 |
| 4.        | 「ダンスホール (The White Lounge Version)」           |       |            | 3:54 |
| 5.        | 「ツキマシテハ (The White Lounge Version)」           |       |            | 3:35 |
| 6.        | 「Coffee (The White Lounge Version)」                 |       |            | 4:33 |
| 7.        | 「ニュー・マイ・ノーマル (The White Lounge Version)」 |       |            | 4:33 |
| 8.        | 「PARTY (The White Lounge Version)」                  |       |            | 4:27 |
| 9.        | 「春愁 (The White Lounge Version)」                   |       |            | 3:09 |
| 10.       | 「Just a Friend (The White Lounge Version)」          |       |            | 4:15 |
| 11.       | 「Attitude (The White Lounge Version)」               |       |            | 4:22 |
| 12.       | 「Feeling (The White Lounge Version)」                |       |            | 3:20 |
| 13.       | 「ケセラセラ (The White Lounge Version)」             |       |            | 5:09 |
| 14.       | 「Soranji (The White Lounge Version)」                |       |            | 5:26 |
| 15.       | 「The White Lounge -reprise-」                        |       |            | 1:37 |
| 16.       | 「フロリジナル (The White Lounge Version)」           |       |            | 6:23 |
| 合計時間: | 合計時間:                                             | 67:34 |            |      |